# Paramylon
Paramylon, Paramylum oder Curdlan ist ein Kohlenhydrat aus Glucose, das von manchen Algen und Bakterien gebildet wird. Es wurde erstmals 1850 von Johann Gottlieb basierend auf seinem wissenschaftlichen Austausch mit Ludwig Karl Schmarda benannt und beschrieben.

## Eigenschaften
Paramylon ist ein Homoglycan der Glucose mit glycosidischen Bindungen vom Typ β-(1,3), das unter anderem von Agrobacterium biobar, Euglena gracilis und Alcaligenes faecalis var. myxogenes gebildet wird. In manchen Arten kommen im Periplasma Paramylone mit zusätzlichen β-(1,6)-Bindungen vor. Curdlan bzw. Paramylon wird von Bakterien als Teil der Glykokalyx oder als Speichergranula gebildet.
Paramylon bildet mit Wasser Hydrogele und nimmt in Wasser eine helikale Konformation an. Es ist essbar und von der USFDA in den USA als Lebensmittelzusatzstoff zugelassen, wo es als unverdauliches Verdickungsmittel verwendet wird.

## Agrobakterien
In Agrobakterien (sp. ATCC31749 und Agrobacterium tumefaciens) wurden vier an der Biosynthese beteiligte Gene beschrieben. Ein Mangel an Stickstoffverbindungen führt zu einer verstärkten Biosynthese von Curdlan.

## Euglena

Euglena im Querschnitt. Die Paramylongranula sind eingezeichnet (3).

In Euglena wird Paramylon in den Pyrenoiden gebildet und in stäbchenförmigen Partikeln im Zytosol gespeichert. Paramylon ist ein bei Euglenophyceen und Kalkalgen (Haptophyta) vorkommender Reservestoff, der als Energiereserve genutzt wird. Der Name leitet sich von Griechischen aus para (neben, bei) und mylos (Mühle) ab. Paramylon besteht aus kettenförmig miteinander gebundenen D-Glucose-Molekülen, ist also ein Kohlenhydrat oder auch Polysaccharid. Während bei der Stärke der grünen Pflanzen und Rotalgen die Glucose α-1→4- und α-1→6-glycosidisch verknüpft ist, besteht das Paramylon der Euglenophyceen und der Kalkalgen aus β-1→3-glycosidisch verbundener Glucose.
In oben genannten Organismen wird der Speicherstoff im Cytoplasma in Form von Kügelchen deponiert, den sogenannten Paramylongranula.

## Verwendung und Wirkung
Wissenschaftliche Studien haben gezeigt, dass Paramylon einen positiven Einfluss auf den Blutzuckerspiegel, die Insulin-Regulation und den Cholesterinspiegel hat.
Eine weitere nachgewiesene Wirkung von Paramylon besteht darin, die Makrophagen-Aktivität anzuregen, auf diese Weise das Immunsystem zu stimulieren und so hemmende Effekte auf das Wachstum einiger Tumorarten zu haben.
Paramylon eignet sich auch als nachwachsender Rohstoff zur Herstellung von biologisch abbaubaren Kunststofffolien. Diese Folien sind in der Zellkulturtechnik, als Wundauflage und im Kosmetikbereich einsetzbar. Als Lebensmittelzusatzstoff hat Curdlan die INS-Nummer 424.